# پرز روده

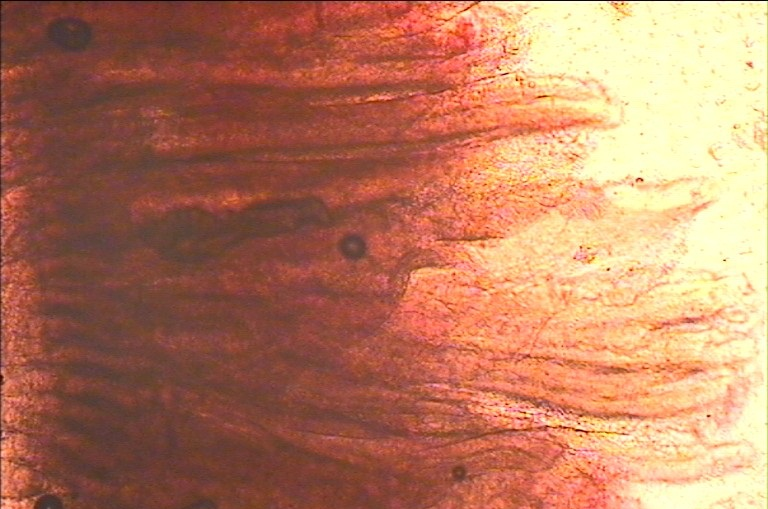
پرزهای روده‌ای رنگ‌آمیزی شده با ائوزین

پرزهای روده (به انگلیسی: Intestinal villus) (مفرد: پرز) برجستگی‌های کوچک انگشت‌مانند هستند که از بافت پوششی (اپی تلیال) تشکیل شده‌اند. هر پرزها حدود ۰٫۵–۱٫۶ میلی‌متر طول دارد، اما ریز پرزها (مفرد: ریز پرز) بسیار کوچک‌تر از تک پرزها هستند. سلول‌های ریز پرز دار (میکروویلی) فراوان‌ترین سلول‌های بافت پوششی هستند که سطح جذب مواد مغذی را افزایش می‌دهند. پرزهای روده فقط درون روده باریک قرار دارند. روده دارای میلیون‌ها پرز می‌باشد و از نوع بافت پوششی استوانه‌ای یک لایه است.
پرزها باعث افزایش سطح داخلی دیواره روده شده که به دنبال آن، سطح جذب بیش‌تر می‌شود. افزایش سطح باعث بهبود جذب مواد مغذی مانند مونوساکاریدها و اسیدهای آمینه از سطح نیمه‌تراوای پرز می‌شود. به عبارت دیگر افزایش سطح جذب، باعث کاهش مسافت طی‌شده برای مولکول‌ها که جذب خواهند شد، می‌شود. پرزها در تماس با عروق می‌باشند تا از این طریق مواد مغذی جذب‌شده توسط جریان خون به دیگر نقاط بدن، منتقل شوند.

## ساختار
بافت پرزهای روده از نوع بافت اپی تلیوم ساده ستونی است. درون هر پرز یک مویرگ لنفاوی و یک سرخرگ و یک سیاهرگ وجود دارد.

## کارکرد
در همه انسان‌ها، پرزها با هم باعث افزایش سطح جذب روده در حدود ۳۰ برابر تا ۶۰ برابر می‌شود. این پرزها باعث می‌شوند که سطح وسیعی در روده‌ها ایجاد شود تا جذب غذاها بهتر صورت گیرد. مویرگ پرزها اسیدهای آمینه و قند‌های ساده را که توسط پرزها گرفته و جمع‌آوری شده به جریان خون می‌ریزد. مویرگ‌های لنفاوی پرزها چربی‌های جمع‌آوری شده را جذب می‌کند و وارد جریان لنفاوی می‌کند.
پرزها ابزار تخصصی جذب مواد در روده باریک هستند. پرزهای روده بسیار ریز و زیاد هستند و کارایی رود را بالا می‌برند. پرزها یکی از عامل مؤثر در نگه‌داشتن شیب غلظت خون می‌باشند. پرزهای روده همچنین به حرکت غذا در طول مسیر گوارش کمک می‌کند.

## وظایف
در انسان، پرزها سطح جذب روده‌ای را ۳۰ تا ۶۰ برابر افزایش می‌دهد که آن باعث افزایش کارایی جذب مواد مغذی لومن می‌گردد.
همچنین برخی آنزیم‌های مؤثر در جذب در سطح پرزها موجود است. مویرگ‌های پرزها، اسیدهای آمینه و قندهای ساده جذب‌شده توسط پرزها را وارد جریان خون می‌کند. پرزهای لاکتال نیز، نیز تری‌گلیسیرید، کلسترول و برخی پروتیین‌ها را جذب می‌کند.
علاوه بر همه این‌ها، پرزها به حرکت غذا در روده کمک می‌کند.

## پاتولوژی و بیماری‌های مرتبط با پرزهای روده
۱. بیماری سلیاک (Celiac Disease)
پاتولوژی:

بیماری سلیاک یک اختلال خودایمنی ناشی از واکنش به گلوتن (پروتئین موجود در گندم، جو و چاودار) است. مصرف گلوتن در افراد مستعد ژنتیکی (حامل‌های HLA-DQ2/DQ8) منجر به فعال‌شدن سیستم ایمنی می‌شود. این واکنش باعث:

آتروفی پرزها (Villous Atrophy): تخریب ساختار پرزهای روده.

هیپرپلازی کریپت‌ها (Crypt Hyperplasia): افزایش عمق و تعداد کریپت‌های روده.

نفوذ لنفوسیت‌های T در اپیتلیوم روده (بیش از ۳۰ لنفوسیت در هر ۱۰۰ سلول اپیتلیال).

تغییرات بافتی بر اساس طبقه‌بندی مارش (Marsh Classification):

Marsh 0: طبیعی.
Marsh I: افزایش لنفوسیت‌های داخل اپیتلیال.
Marsh II: افزایش لنفوسیت‌ها + هیپرپلازی کریپت.
Marsh III: آتروفی پرزها (IIIa-IIIc).
تظاهرات بالینی:
گوارشی: اسهال مزمن، نفخ، درد شکم، استئاتوره (مدفوع چرب).
غیرگوارشی:
کم‌خونی فقر آهن (به‌دلیل سوءجذب آهن).
پوکی استخوان (سوءجذب ویتامین D و کلسیم).
اختلال رشد در کودکان، تأخیر بلوغ و کوتاهی قد.
درماتیت هرپتی‌فرمیس (تاول‌های خارش‌دار پوستی) در ۱۰٪ بیماران.
اپیدمیولوژی و درمان:
شیوع جهانی: حدود ۱٪ (۸۰٪ موارد تشخیص‌داده‌نشده باقی می‌مانند).
تشخیص:
آزمایش سرولوژی (tTG-IgA با حساسیت ۹۸٪).
بیوپسی دئودنوم (معیار طلایی تشخیص).
درمان: رژیم فاقد گلوتن مادام‌العمر (تنها درمان مؤثر). بهبود آسیب روده طی ۶–۱۲ ماه آغاز می‌شود.
۲. سندرم‌های سوءجذب (Malabsorption Syndromes)
عدم تحمل لاکتوز (Lactose Intolerance):
پاتولوژی: ناشی از کمبود آنزیم لاکتاز در ریزپرزهای میکروویلی) روده کوچک. لاکتوز هضم‌نشده توسط باکتری‌های روده تخمیر شده و تولید گاز و اسید می‌کند.
علائم: نفخ، درد شکم، اسهال آبکی ۳۰ دقیقه تا ۲ ساعت پس از مصرف لبنیات.
ارتباط با سلیاک: ۴۰٪ بیماران سلیاکی دچار عدم تحمل ثانویه لاکتوز (به‌دلیل آسیب پرزها) هستند که ممکن است پس از ترمیم روده بهبود یابد.
سوءجذب اسیدهای صفراوی (Bile Acid Malabsorption):
پاتولوژی: اختلال در بازجذب اسیدهای صفراوی در ایلئوم (بخشی از روده کوچک).
علائم: اسهال آبکی، فوریت دفع و مدفوع چرب.
۳. عفونت‌های تخریب‌کننده پرزها
روتاویروس (Rotavirus) و اشرشیاکلی (E. coli)
پاتولوژی:
روتاویروس: به سلول‌های انتهای پرزها (انتروسیت‌ها) متصل شده و باعث آپوپتوز سلولی و کوتاه‌شدن پرزها می‌شود.
E. coli انتروپاتوژن (EPEC): با ایجاد ضایعات الحاقی (Attaching/Effacing Lesions) به میکروویلی متصل شده و ساختار پرزها را تخریب می‌کند.
تظاهرات بالینی:
اسهال آبکی حاد (۳–۷ روزه).
کم‌آبی و اختلال الکترولیتی (به‌ویژه در کودکان).
عوارض طولانی‌مدت: عفونت‌های مکرر روتاویروس ممکن است خطر ابتلا به سلیاک را در افراد مستعد ژنتیکی افزایش دهد.

## نگارخانه

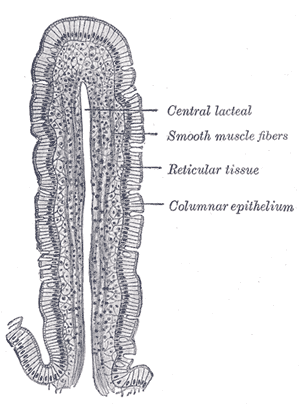
بخش عمودی از پرزهای روده باریک سگ .(اپی تلیوم ساده ستونی)
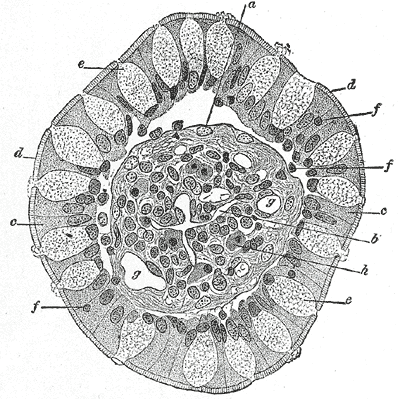
بخش عرضی پرزها، از روده انسان. غشای پایه، در اینجا تا حدودی چروکیده به دور از اپی‌تلیوم.
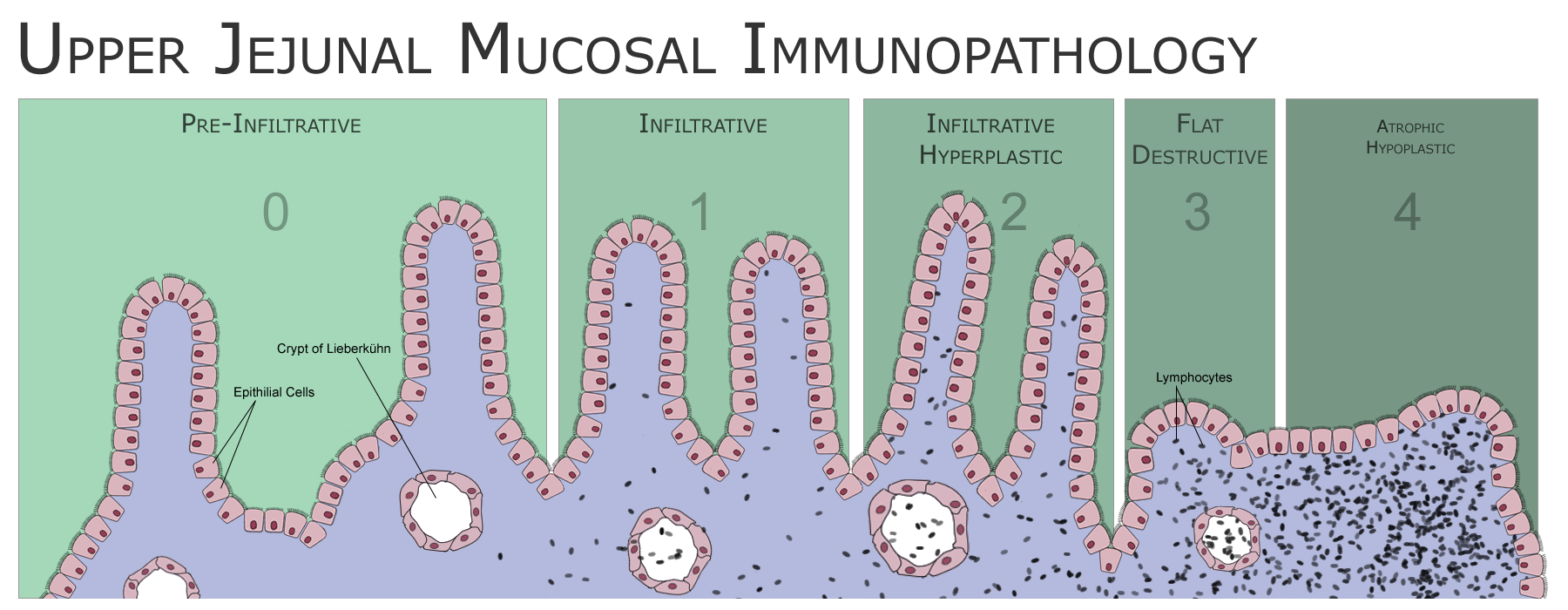
مراحل مختلف بیماری سلیاک
ساختار یک پرز
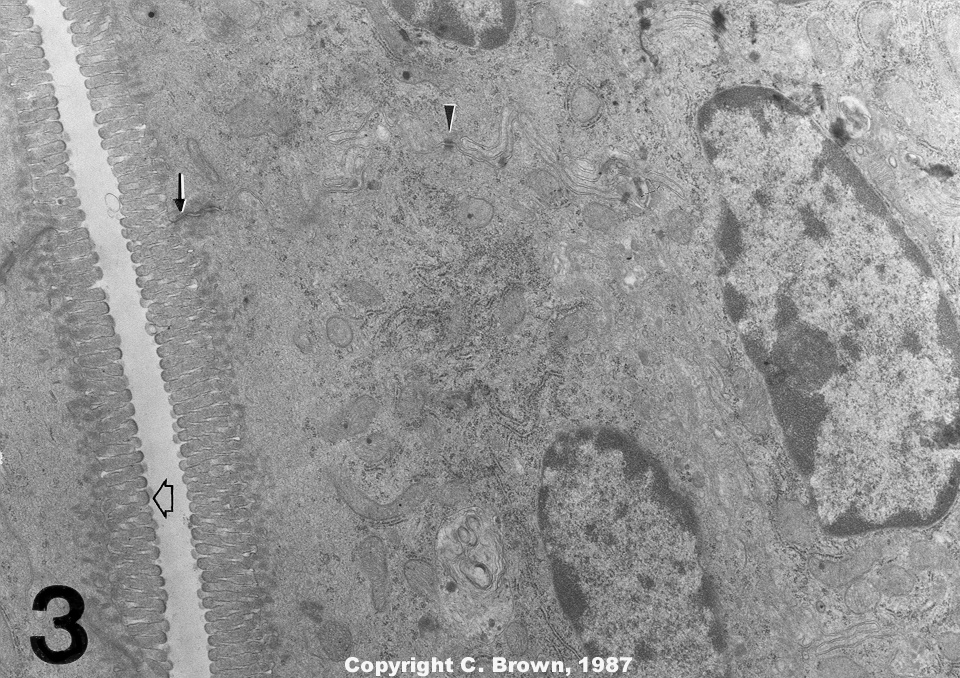
تصویر میکرو پرز